# Blepharita picticollis
Blepharita picticollis är en fjärilsart som beskrevs av Zetterstedt 1840. Blepharita picticollis ingår i släktet Blepharita och familjen nattflyn. Inga underarter finns listade i Catalogue of Life.